# The Leek Vol. 6
The Leek Vol. 6 è il trentatreesimo mixtape del rapper statunitense Chief Keef, pubblicato il 7 dicembre 2018 dalle etichette discografiche Glo Gang e RBC Records.

## Tracce
1. Ok Koolaid – 3:57
2. D-Line – 2:27
3. Getting Dough – 2:45
4. Silly – 4:47
5. Kongoz (feat. Tadoe) – 4:19
6. Coulda Bought a Jet (feat. OJ Da Juiceman) – 4:26
7. Red – 1:59
8. Glo (feat. Tadoe) – 3:50
9. Call me What U Want (feat. Tadoe) – 2:28
10. Have My Baby – 2:10
11. Mix It Up – 3:49
12. Lots of Thots – 2:21